# Dziewczyna z doświadczeniem
Dziewczyna z doświadczeniem (ang. The Girlfriend Experience) – amerykański limitowany serial telewizyjny (dramat, thriller sądowy) wyprodukowany przez Transactional Pictures. Serial jest oparty na filmie "Dziewczyna zawodowa"  z 2009 roku w reżyserii Stevena Soderbergha. The Girlfriend Experience jest emitowany od 10 kwietnia 2016 roku przez stację Starz. Na początku sierpnia stacja ogłosiła zamówienie drugiego sezonu, pomimo bardzo słabej oglądalności.

W Polsce serial jest emitowany od 19 lipca 2017 roku przez HBO 3.

## Fabuła
Serial opowiada o ekskluzywnych kurtyzanach, które swoim klientom oferują nie tylko seks, ale coś więcej.

## Obsada

### Sezon 1
- Riley Keough jako Christine Reade
- Paul Sparks jako David Tellis
- Mary Lynn Rajskub jako Erin Roberts

### Sezon 2
- Louisa Krause jako Anna Greenwald[4]
- Anna Friel jako Erica Myles[4]
- Carmen Ejogo jako Bria Jones[4]

### Sezon 1
- Kate Lyn Sheil jako Avery Suhr
- Alexandra Castillo jako Jacqueline
- Amy Seimetz jako Annabel Reade
- Sugith Varughese jako Tariq Barr
- Michael Therriault jako Skip Hadderly
- Sabryn Rock jako Kayla Boden
- James Gilbert jako Jack

## Odcinki
| Sezon | Sezon | Odcinki | Oryginalna emisja | Oryginalna emisja | Oryginalna emisja | Oryginalna emisja | Oryginalna emisja |
| Sezon | Sezon | Odcinki | Premiera sezonu   | Finał sezonu      | Premiera sezonu   | Finał sezonu      |                   |
| ----- | ----- | ------- | ----------------- | ----------------- | ----------------- | ----------------- | ----------------- |
|       | 1     | 13      | 10 kwietnia 2016  | 26 czerwca 2016   | 19 lipca 2017     | 30 sierpnia 2017  |                   |
|       | 2     | 14      | 5 listopada 2017  | 24 grudnia 2017   | 3 stycznia 2018.  | 14 lutego 2018    |                   |

### Sezon 1 (2016)
| Nr | #  | Tytuł             | Reżyseria      | Scenariusz                  | Premiera Starz   | Premiera HBO 3   |
| -- | -- | ----------------- | -------------- | --------------------------- | ---------------- | ---------------- |
| 1  | 1  | Entry             | Amy Seimetz    | Lodge Kerrigan, Amy Seimetz | 10 kwietnia 2016 | 19 lipca 2017    |
| 2  | 2  | A Friend          | Lodge Kerrigan | Lodge Kerrigan, Amy Seimetz | 10 kwietnia 2016 | 19 lipca 2017    |
| 3  | 3  | Retention         | Lodge Kerrigan | Lodge Kerrigan, Amy Seimetz | 17 kwietnia 2016 | 26 lipca 2017    |
| 4  | 4  | Crossing the Line | Amy Seimetz    | Lodge Kerrigan, Amy Seimetz | 24 kwietnia 2016 | 26 lipca 2017    |
| 5  | 5  | Insurance         | Amy Seimetz    | Lodge Kerrigan, Amy Seimetz | 1 maja 2016      | 2 sierpnia 2017  |
| 6  | 6  | Boundaries        | Lodge Kerrigan | Lodge Kerrigan, Amy Seimetz | 8 maja 2016      | 2 sierpnia 2017  |
| 7  | 7  | Access            | Lodge Kerrigan | Lodge Kerrigan, Amy Seimetz | 15 maja 2016     | 9 sierpnia 2017  |
| 8  | 8  | Provocation       | Amy Seimetz    | Lodge Kerrigan, Amy Seimetz | 22 maja 2016     | 9 sierpnia 2017  |
| 9  | 9  | Blindsided        | Amy Seimetz    | Lodge Kerrigan, Amy Seimetz | 29 maja 2016     | 16 sierpnia 2017 |
| 10 | 10 | Available         | Lodge Kerrigan | Amy Seimetz                 | 5 czerwca 2016   | 16 sierpnia 2017 |
| 11 | 11 | Fabrication       | Lodge Kerrigan | Lodge Kerrigan, Amy Seimetz | 12 czerwca 2016  | 23 sierpnia 2017 |
| 12 | 12 | Home              | Amy Seimetz    | Lodge Kerrigan, Amy Seimetz | 19 czerwca 2016  | 23 sierpnia 2017 |
| 13 | 13 | Separation        | Lodge Kerrigan | Lodge Kerrigan, Amy Seimetz | 26 czerwca 2016  | 30 sierpnia 2017 |

### Sezon 2 (2017-2018)
| Nr | #  | Tytuł                 | Reżyseria                   | Scenariusz                  | Premiera Starz    | Premiera HBO 3   |
| -- | -- | --------------------- | --------------------------- | --------------------------- | ----------------- | ---------------- |
| 14 | 1  | Leverage              | Lodge Kerrigan              | Lodge Kerrigan              | 5 listopada 2017  | 3 stycznia 2018  |
| 15 | 2  | Admitting             | Amy Seimetz                 | Amy Seimetz                 | 5 listopada 2017  | 3 stycznia 2018  |
| 16 | 3  | Eggshells             | Amy Seimetz                 | Amy Seimetz                 | 12 listopada 2017 | 10 stycznia 2018 |
| 17 | 4  | The List              | Lodge Kerrigan              | Lodge Kerrigan              | 12 listopada 2017 | 10 stycznia 2018 |
| 18 | 5  | Solicitation          | Lodge Kerrigan, Amy Seimetz | Lodge Kerrigan, Amy Seimetz | 19 listopada 2017 | 17 stycznia 2018 |
| 19 | 6  | Negotiation           | Amy Seimetz                 | Amy Seimetz                 | 19 listopada 2017 | 17 stycznia 2018 |
| 20 | 7  | Moral Inventory       | Amy Seimetz                 | Amy Seimetz                 | 26 listopada 2017 | 24 stycznia 2018 |
| 21 | 8  | Donors                | Lodge Kerrigan              | Lodge Kerrigan              | 26 listopada 2017 | 24 stycznia 2018 |
| 22 | 9  | Family                | Lodge Kerrigan              | Lodge Kerrigan              | 3 grudnia 2017    | 31 stycznia 2018 |
| 23 | 10 | Living Like a Tornado | Amy Seimetz                 | Amy Seimetz                 | 3 grudnia 2017    | 31 stycznia 2018 |
| 24 | 11 | Making Amends         | Amy Seimetz                 | Amy Seimetz                 | 17 grudnia 2017   | 7 lutego 2018    |
| 25 | 12 | Citizens Firs         | Lodge Kerrigan              | Lodge Kerrigan              | 17 grudnia 2017   | 7 lutego 2018    |
| 26 | 13 | Free Fall             | Lodge Kerrigan              | Lodge Kerrigan              | 24 grudnia 2017   | 14 lutego 2018   |
| 27 | 14 | Relapse               | Amy Seimetz                 | Amy Seimetz                 | 24 grudnia 2017   | 14 lutego 2018   |

## Produkcja
W czerwcu 2014 roku stacja Starz ogłosiła zamówienie serialu, którego producentami wykonawczymi zostali  Steven Soderbergh i Philip Fleishman.
27 lipca 2019 roku platforma Starz przedłużyła serial o trzeci sezon.